# Aleksandar Filipović (cầu thủ bóng đá)
Aleksandar Filipović (Kirin Serbia: Александар Филиповић, phát âm [aleksǎːndar filǐːpoʋitɕ, alěksaːn-, - fǐli-]; sinh 20 tháng 12 năm 1994) là một cầu thủ bóng đá Serbia thi đấu ở vị trí hậu vệ cho BATE Borisov.

## Sự nghiệp câu lạc bộ
Ngày 21 tháng 5 năm 2011, lúc 16 tuổi, Filipović ra mắt cho Jagodina, vào sân từ ghế dự bị ở những phút cuối thay cho Miloš Stojanović trong chiến thắng 4–2 trên sân khách trước Rad. Anh trải qua 5 mùa giải với câu lạc bộ, trước khi chuyển đến Voždovac trong kỳ chuyển nhượng mùa hè 2016.

## Sự nghiệp quốc tế
Filipović đại diện Serbia tại Giải vô địch bóng đá U-17 châu Âu 2011. Anh cũng là một thành viên của đội tuyển vô địch tại Giải vô địch bóng đá U-19 châu Âu 2013.

## Thống kê
Bản mẫu:Cập nhật ngày
| Câu lạc bộ          | Mùa giải            | Giải vô địch | Giải vô địch | Cúp  | Cúp       | Châu lục | Châu lục  | Tổng | Tổng      |
| Câu lạc bộ          | Mùa giải            | Trận         | Bàn thắng    | Trận | Bàn thắng | Trận     | Bàn thắng | Trận | Bàn thắng |
| ------------------- | ------------------- | ------------ | ------------ | ---- | --------- | -------- | --------- | ---- | --------- |
| Jagodina            | 2010–11             | 2            | 0            | 0    | 0         | —        | —         | 2    | 0         |
| Jagodina            | 2011–12             | 0            | 0            | 0    | 0         | —        | —         | 0    | 0         |
| Jagodina            | 2012–13             | 0            | 0            | 0    | 0         | 0        | 0         | 0    | 0         |
| Jagodina            | 2013–14             | 18           | 0            | 5    | 0         | 0        | 0         | 23   | 0         |
| Jagodina            | 2014–15             | 23           | 1            | 3    | 0         | 2        | 0         | 28   | 1         |
| Jagodina            | 2015–16             | 35           | 1            | 2    | 0         | —        | —         | 37   | 1         |
| Jagodina            | Tổng                | 78           | 2            | 10   | 0         | 2        | 0         | 90   | 2         |
| Voždovac            | 2016–17             | 26           | 1            | 3    | 0         | —        | —         | 29   | 1         |
| Tổng cộng sự nghiệp | Tổng cộng sự nghiệp | 104          | 3            | 13   | 0         | 2        | 0         | 119  | 3         |

## Danh hiệu

### Quốc tế
Serbia
- Giải U-19 vô địch châu Âu: 2013